# Pogača
Pogača – rodzaj pieczywa rozpowszechnionego w kuchni krajów bałkańskich oraz w kuchni tureckiej i węgierskiej. Może być zakwaszony lub przaśny, chociaż ten ostatni jest uważany za trudniejszy do zrobienia. Zwykle wytwarzany z mąki pszennej, ale może również być wytwarzany z dodatkiem jęczmienia i czasami żyta. Pogača może być nadziewana ziemniakami, mieloną wołowiną lub serem i zawierać ziarna i zioła, takie jak sezam, nasiona czarnuszki lub suszony koperek (w cieście lub posypany na wierzchu).

## Etymologia nazwy
Słowo to wywodzi się od łacińskiego panis focacius, oznaczającego chleb (panis) pieczony na palenisku lub kominku (focus), poprzez bizantyjską grekę πογάτσα (pogátsa) trafiła do języków południowosłowiańskich jako pogača (погача). W Turcji (gdzie nazywa się poğaça) wytwarzana jest odmiana karaköy, zwykle z nadzieniem serowym. W innych językach znany pod podobnymi nazwami: węg. pogácsa, rum. pogace, gr. μπουγάτσα 'bughátsa', bułg. погача, alb. pogaçe, w Austrii niem. pogatschen i na Słowacji słow. pagáče.

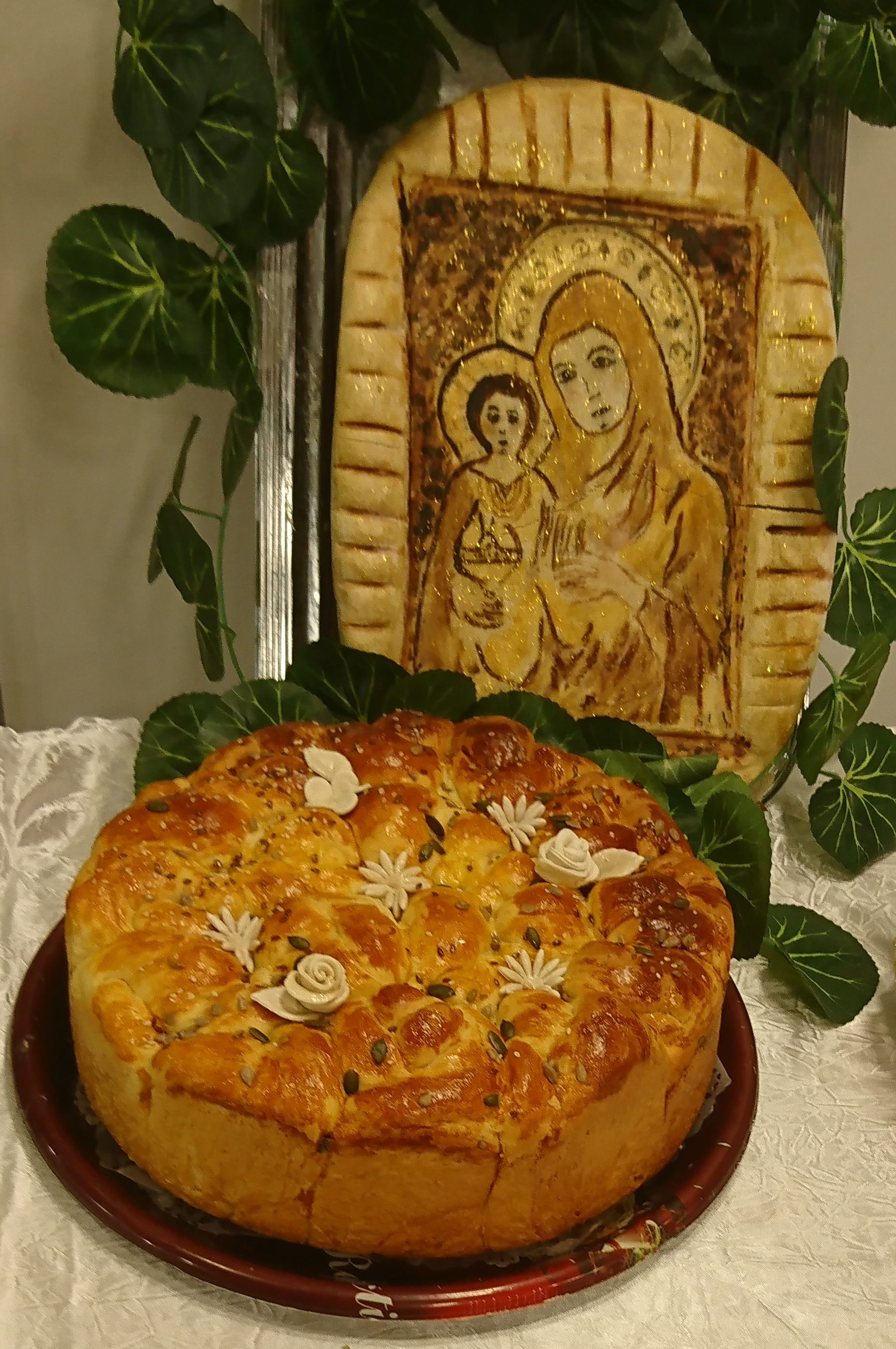
Tradycyjna, świąteczna bułgarska pogača z ikoną Matki Boskiej z Dzieciątkiem, wykonaną z chleba

Słoweńska pogača to regionalny chleb z Belej krajiny i Prlekiji, znany lokalnie pod różnymi nazwami, takimi jak belokranjska pogača, ocvirkovca, gerpa, oprešak i postržjača. Zamiast nadziewanego pikantnego ciasta, jest to rodzaj tradycyjnego płaskiego chleba, zazwyczaj posypanego skwarkami (ocvirki).

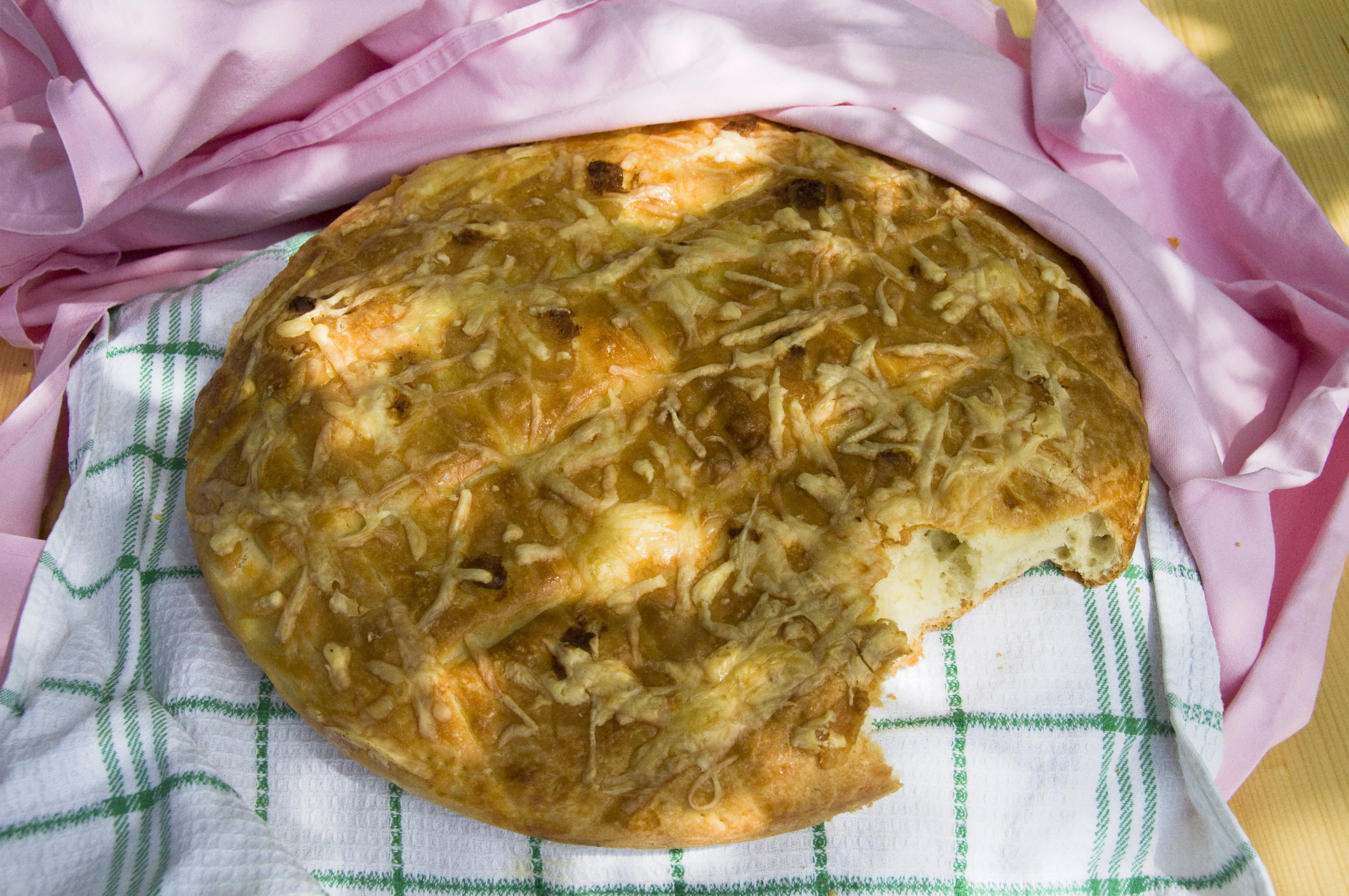
Słoweńska belokranjska pogača

## Odmiany i tradycje lokalne
W różnych miejscach produkowane są nieco inne odmiany pogača, stąd istnieje wiele różnych form i smaków. Jedne odmiany mają wewnątrz kruchą konsystencję, podczas gdy inne są bardziej delikatne przypominające świeżą bułkę lub rogalik. W kuchni węgierskiej uważana za kulturową specjalność i znana już od czasów średniowiecznych. Wiele odmian zostało opisanych w książce kucharskiej węgierskiego mnicha Kristófa Simai powstałej w latach 1795-1799.

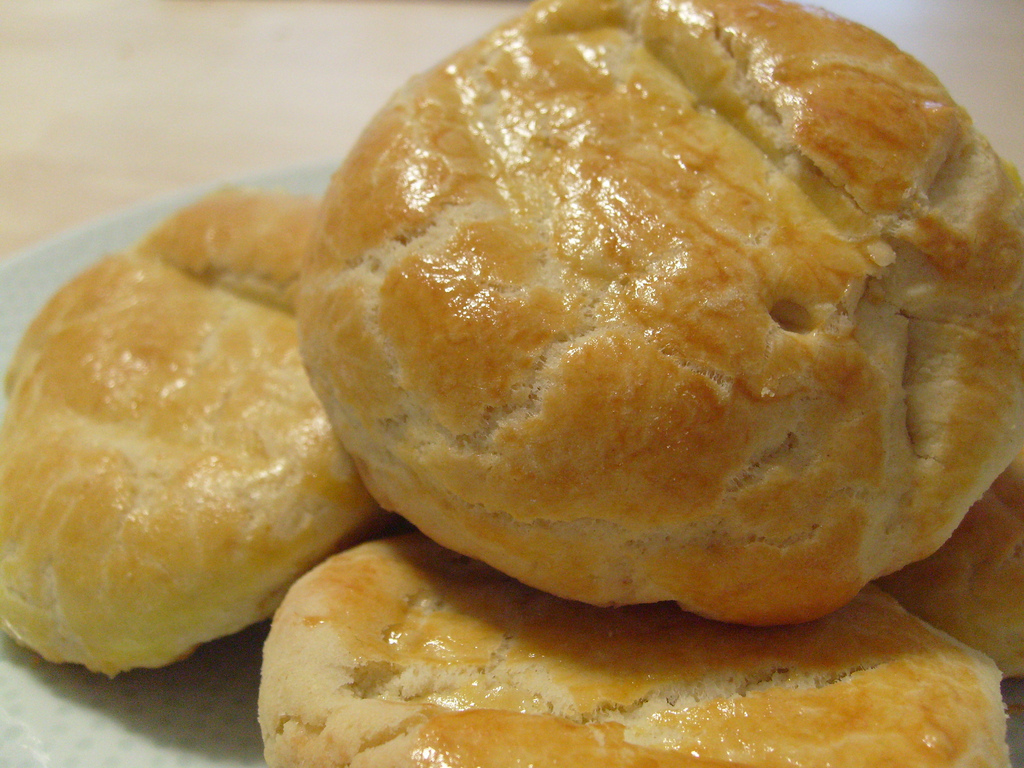
Węgierska Pogácsa

W kuchni tureckiej i syryjskiej poğaça może być wypełniona białym serem (beyaz peynir) lub innym nadzieniem, przykładowo czarnymi oliwkami, ziemniakami, cebulą lub mieloną wołowiną.

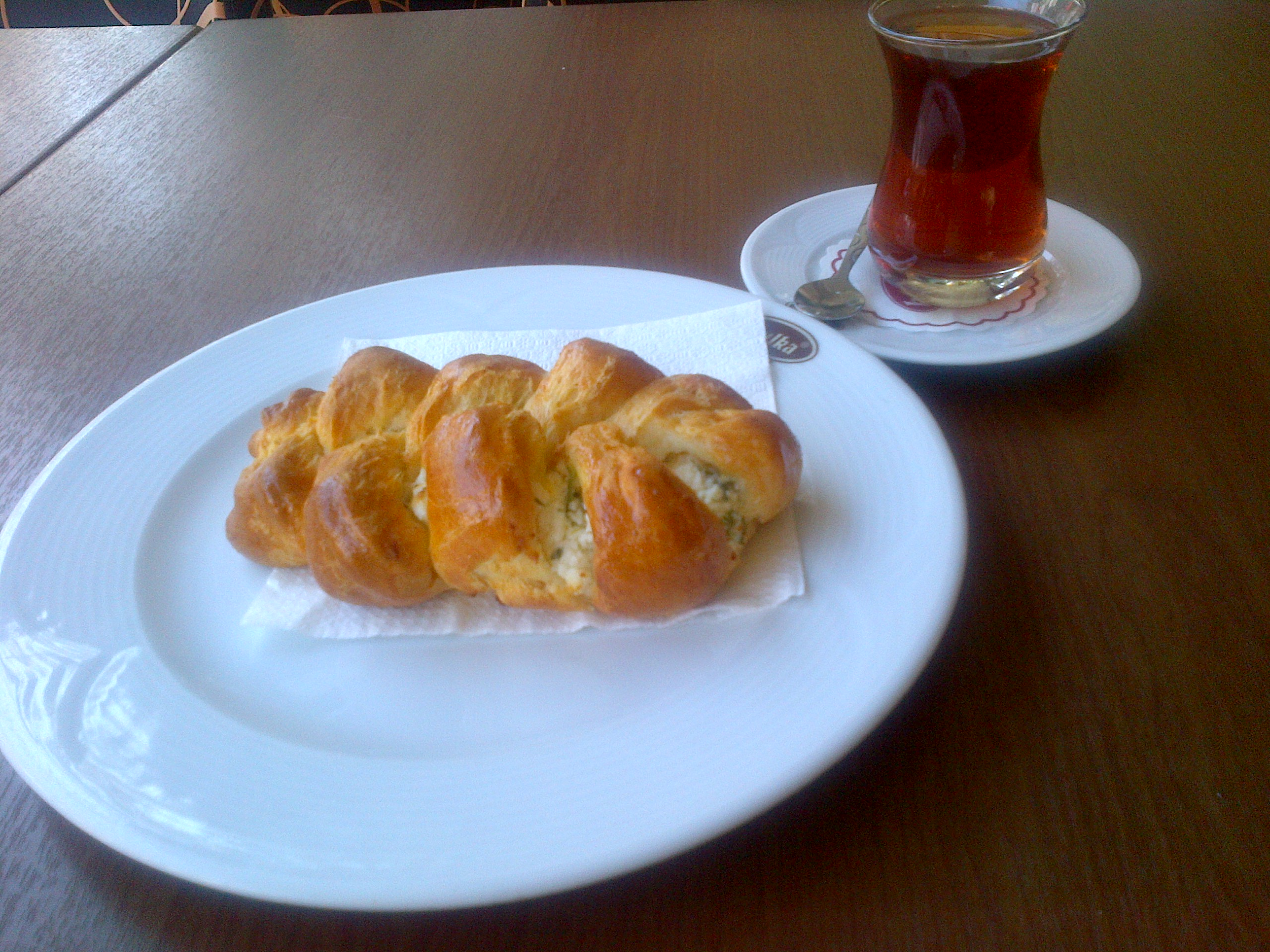
Peynirli poğaça podana z herbatą po turecku

W kuchni serbskiej wyróżnia się pogačę chudą i tłustą. Rekordową pogačę ważącą 600 kg o średnicy 5 m i 96 cm upieczono w 2011 w Azanji w gminie Smederevska Palanka
W tradycji bułgarskiej matka i nowo narodzone dziecko nie opuszczają domu przez pierwsze 40 dni po porodzie, co ma na celu ich ochronę i wzmocnienie. Czterdziestego dnia po modlitwie oczyszczającej matka organizuje przyjęcie, podczas którego centralnym elementem jest specjalnie upieczony chleb pogacza, symbolizujący zdrowie, pomyślność i nowe życie.